# Bataille de Sarhu
Transition des Ming aux Qing
Batailles
Unification des Jürchens - Fushun - Qinghe - Sarhu - Kaiyuan - Tieling - Xicheng  - Shen-Liao - Zhenjiang - She-An - Guangning - Ningyuan - Corée (1627) - Ning-Jin - Jisi - Dalinghe - Wuqiao - Lüshun - Corée (1636) - Song-Jin - Révoltes paysannes - Pékin - Shanhai
La bataille de Sarhu (mandchou : ᠰᠠᡵᡥᡡ ; transcription : sarhū ; chinois simplifié : 萨尔浒之战 ; chinois traditionnel : 薩爾滸之戰 ; pinyin : sà'ěrhǔ zhī zhàn) est le nom donné à un ensemble de conflits, durant l'hiver 1619, entre les Jürchens de la dynastie des Jin postérieurs et les Chinois de la dynastie Ming, aidé de leurs alliés Coréens du royaume de Joseon. La bataille est remarquable par l'utilisation importante de la cavalerie par les Jin postérieurs pour vaincre les forces Ming et Joseon équipées de fusils et de canons. Pour cette raison, cette bataille est parfois comparée à la bataille de Nagashino, au Japon.

## Situation avant la bataille
Durant les années qui précédent la bataille, Nurhachi, le khan des Jin postérieurs, avait unifié le peuple Jürchen, à l'exclusion des Yehe, et adopté une attitude hostile envers les Ming en réaction à leur favoritisme envers les Jürchens Haixi en particulier et leurs ingérences dans les affaires des tribus Jurchen. Le 7 mai 1618, il entre ouvertement en rébellion contre la dynastie Ming, dont il était théoriquement le vassal, en proclamant ses Sept Grandes Causes d'irritation, qui sont autant de raisons de rejeter la tutelle Ming sur la Mandchourie. Il attaque et occupe Fushun, Qinghe (清河) et d'autres villes avant de battre en retraite.
La mort du vice-général Ming Zhang Chengyin (張承蔭) pendant la bataille de Fushun stupéfie la cour Ming. En 1619, Nurhachi attaque Yehe (葉赫) pour tenter de provoquer les Ming. Ces derniers réagissent en envoyant une expédition militaire dirigée par le commissaire militaire Yang Hao pour assiéger Hetu Ala depuis quatre routes.

## Organisation
| Unité                                        | Commandants | Effectifs (estimation) |
| -------------------------------------------- | --- | ---------------------- |
| QG                                           | Commissaire Militaire(經略) Yang Hao (楊鎬) | plusieurs milliers     |
| Corps d'armée de l'Aile Gauche - route Ouest | Commandant régional (總兵) Du Song (杜松, Route Commander) Commandant régional Wang Xuan (王宣) Commandant régional Zhao Menglin (趙夢麟) Inspecteur-Censeur de l'Armée (監軍) Zhang Quan (張銓) | 30,000                 |
| Corps d'armée de l'Aile Gauche - route Ouest | Commandant du Corps d'Armée mobile (游擊) Gong Niansui (龔念遂) Commandant du corps d'Armée mobile Li Jibi (李季泌)                                                                              | 2,000                  |
| Corps d'armée de l'Aile Gauche - route Nord  | Commandant régional Ma Lin (馬林, Route Commander) Vice-Général (副將) Ma Yan (麻岩) | 10,000                 |
| Corps d'armée de l'Aile Gauche - route Nord  | Inspecteur-censeur de l'Armée Fan Zongyan (范宗顏) | 10,000                 |
| Corps d'armée de l'Aile Gauche - route Nord  | Commandant du Corps d'Armée mobile Bao Yongcheng (寶永澄) Gintaisi (金台石 (zh)) (Yehe) | 10,000                 |
| Corps d'armée de l'Aile Droite - route Est   | Commandant régional Liu Ting (劉綎, Route Commander) Inspecteur-censeur de l'Armée Kang Yingqian (康應乾)                                                                                        | 10,000                 |
| Corps d'armée de l'Aile Droite - route Est   | Commandant du Corps d'Armée Mobile (游擊) Qiao Yiqi 喬一琦 Commandant de la force expéditionnaire du royaume de Joseon Gang Hong-rip (姜弘立)                                                    | 20,000                 |
| Corps d'armée de l'Aile Droite - route Sud   | Commandant régional Li Rubai (李如栢, Route Commander) Commandant régional He Shixian (賀世賢) Inspecteur-censeur de l'Armée Yan Mingtai (閻鳴泰)                                                | 40,000                 |

## Déroulement des combats

### La route Ouest
Les troupes de Du Song partent de Shenyang pour marcher vers l'ouest dans la nuit du 29 du 2e mois lunaire, à la lumière des flambeaux. Il a pour ordre d'arriver à la porte de Yagu le 2 du 3e mois lunaire, donc il arrive le lendemain à Fushun, à 100 li (里) de là, et s'empare de la ville, qui n'est pas défendue. L'armée de Du est retardée par la neige et reste à Fushun pendant un certain temps. Mais Du finit par s'impatienter et part avec son armée après 10 jours sur place, malgré les conditions météorologiques défavorables.
Quand les soldats arrivent à la rivière Hun, les Jin ont déjà installé des défenses de l'autre côté de la rivière. Ses conseillers suggèrent à Du Song de camper pour la nuit, mais il refuse. Il prend 10 000 hommes avec lui pour passer de l'autre côté de la rivière et attaquer les défenses des Jin, tout en laissant 20 000 hommes avec le train d'artillerie et les bagages de l'autre côté. Une source l'accuse d'ivresse, l'alcool ayant obscurci son jugement cette nuit-là. On lui a demandé de porter une armure avant de commencer à traverser, mais il répond qu'étant dans l'armée depuis de nombreuses années, il ne sait pas à quel point les armures sont lourdes car il n'en porte jamais et traverse la rivière. Quand ses forces sont à mi-chemin, Nurhachi ordonne a ses soldats des bannières de briser les barrages qu'ils avaient préparés et les hommes de Du se retrouvent obligés d'abandonner leur équipement pour échapper au courant. Le commandant chargé de l'artillerie et des bagages était censé coordonner la traversée après Du, mais il refuse en raison des turbulences de la rivière.
Cette nuit-là, Du Song divise ses forces en deux camps, l'un situé à la passe du mont Sarhu et l'autre à la falaise de Jilin où il s'installe personnellement. Nurhachi envoie alors ses fils Huang Taiji et Daišan avec une bannière chacun pour garder Du Song occupé à la falaise de Jilin, tandis qu'il attaque le camp de Sarhu avec les six autres bannières.
Les soldats du camp de Sarhu repoussent l'assaut initial des Jin, mais finissent par tomber dans une embuscade après s’être lancés à la poursuite de l'ennemi et ils sont repoussés vers la rivière. Les fantassins Ming, tous équipés de mousquets, tentent de reformer les rangs et de tirer avec leurs canons mais ils sont attaqués sur les flancs par la cavalerie Jin, ce qui brise leur formation et leur moral.
Nurhachi concentre alors toutes ses forces contre le camp de Du et l’assiège. Les forces de Du sont complètement encerclées et leurs armes à feu ne font que rendre leur emplacement plus facile à repérer pour leurs ennemis. Du et les deux autres généraux, Wang Xuan et Zhao Menglin, sont tués au combat alors qu'ils tentent d'occuper une position en hauteur située près de la rivière. Du Song est tué par une flèche qui aurait été tirée par Laimbu, le 13e fils de Nurhaci. Les Jin chassent les survivants de l'armée Ming brisés pendant 20 li avant de se regrouper pour reformer leurs rangs. Ceci fait, ils partent affronter les forces de Ma Lin à Xiangjiayan.

### La route Nord
En apprenant la déroute des troupes de la route de l'Ouest, Ma Lin devient plus prudent. Il divise son armée en deux et avec les restes de l'armée de Du Song, principalement des unités de ravitaillement, il forme trois camps fortifiés à Xiangjiayan (Siyanggiyan), tous protégés par des canons et des tranchées.
Nurhachi décide de concentrer ses forces sur le camp de Ma Lin. Il envoie d'abord un contingent de cavaliers pour surveiller leurs défenses, puis il ordonne à un millier de fantassins de tirer, pendant qu'il encercle le campement Ming avec ses bannières pour lancer une attaque surprise. Les bannières de Nurhaci sont si rapides que les artilleurs de Ma ne peuvent tirer qu'une seule salve avant que le Jin ne les atteignent. Les soldats Ming paniquent et sont vaincus par la cavalerie Jin. L'arrière-garde tente de se rallier sous les ordres de Pan Zongyan et de ses alliés Yihe (Jurchen), mais en vain : le moral de l'armée s'effondre et Ma Lin s'enfuit alors que la moitié de ses troupes sont tuées ou capturées. Les deux autres camps tombent tout aussi rapidement l'un après l'autre.

### La route Est
Lorsqu'il apprend les désastres des routes Ouest et Nord, Yang Hao donne l'ordre de battre en retraite et de se regrouper, mais ce message n'arrive pas jusqu'à Liu Ting. Pendant ce temps, Nurhachi et Daišan retournent à Hetu Ala avec 4 000 soldats pour souffler et reprendre des forces.
Les Jin décident ensuite d'attaquer Liu Ting, car les troupes de Li Rubai se replient en traversant principalement des chemins de montagne, plus difficiles à attaquer pour les cavaliers des bannières. Contrairement à Du Song et Ma Lin, Liu a eu quelques petits succès en battant des éclaireurs Jin, ce qui lui a permis de s'emparer de trois forteresses et tuer 2 généraux Jin, ainsi que 3 000 soldats jurchens.
Avant son départ, Nurhachi ordonne à certaines de ses troupes de se déguiser en soldats Ming et de se fondre dans l'entourage de Liu Ting. Ses espions se font passer pour les messagers de Du Song et remettent une fausse lettre à Liu Ting, où il est écrit que Du Song approche rapidement de Hetu Ala et qu'il doit avancer plus vite. Liu mord à l'hameçon et accélère le rythme de marche de l'armée, ce qui fait perdre leur cohésion à ses troupes qui s'engagent profondément dans une vallée.
Liu Ting tombe dans une embuscade au col d'Abudali (阿布達里), à même pas 60 li de Hetu Ala, alors que ses troupes s'étirent en une longue colonne pour traverser la vallée. Ses forces font face à un assaut dirigé par Daišan et résistent à la première charge, mais elles sont balayées par la seconde, qui est commandée par Huang Taiji. La bannière de ce dernier inflige de lourdes pertes aux Ming, avec environ 3 000 soldats du Zhejiang et plus de 7 000 soldats Hmong qui périssent ce jour-là. Liu Ting meurt au combat après avoir personnellement tué plusieurs soldats Jin.
Le corps d'armée du Joseon, composé de 10 000 fantassins équipés de mousquets et de 3 000 archers, est gêné par un vent violent. Les archers du Joseon tirent des volées de flèches sans pointes, parce qu'ils n'avaient pas eu l'intention de combattre les Jin en premier lieu et voulaient maintenir une politique neutre entre les Jin postérieurs et les Ming. Par contre, les soldats équipés de mousquets se comportent de manière admirable et se battent jusqu'à ce que leurs alliés se rendent. Leur courage leur vaut la considération de Huang Taiji, futur empereur de la dynastie Qing. Après la capitulation des Ming, le commandant du contingent Joseon, Gang Hong-rip, se rend avec ce qu'il reste de ses troupes.

### La route Sud
Li Rubai reçoit l'ordre de battre en retraite et se replie avec ses troupes. Il réussit à rejoindre le territoire Ming sans aucune perte.

## Conséquence
Yang Hao est arrêté par la garde Jǐnyīwèi (en) et emprisonné pendant 10 ans avant d’être exécuté. Bien qu'il ait juste obéi aux ordres, Li Rubai est destitué sur la base de sa relation personnelle avec Nurhachi et se suicide avant son procès. Ma Lin se replie à Kaiyuan, où il est capturé et tué par les Jin postérieurs quand ils s'emparent de la ville quelques mois plus tard.
De retour à Hetu Ala, Nurhachi célèbre sa victoire avec ses suivants. Par la suite, il envoie un messager au roi de Joseon, où il lui demande pourquoi il a aidé les Ming et lui fait part de ses griefs envers ces derniers. Ne voulant pas mettre Nurhachi en colère, le roi de Joseon lui répond avec une lettre le félicitant pour sa victoire. Malgré tout, il reste ambivalent dans ses communications officielles avec les Jin postérieurs, et ne reconnaît pas leur régime.
Les deux tiers des 13 000 membres du corps expéditionnaire de Joseon ont été tués au combat, mais les survivants sont libérés de leur captivité et autorisés à retourner dans leur patrie. Seule exception, Gang Hong-rip reste à la Cour des Jin à cause de sa maîtrise de la langue Jurchen. Plus tard, Gang est amené à croire que sa famille est morte dans la tourmente politique qui fait suite à un coup d’État survenu dans son royaume natal. Pour se venger de la cour de Joseon, il presse les Jin d'envahir la Corée, ce qui conduit à la première invasion de la Corée en 1627. Ce n'est que pendant les négociations de paix qu'il apprend qu'il a été induit en erreur.

## Galerie

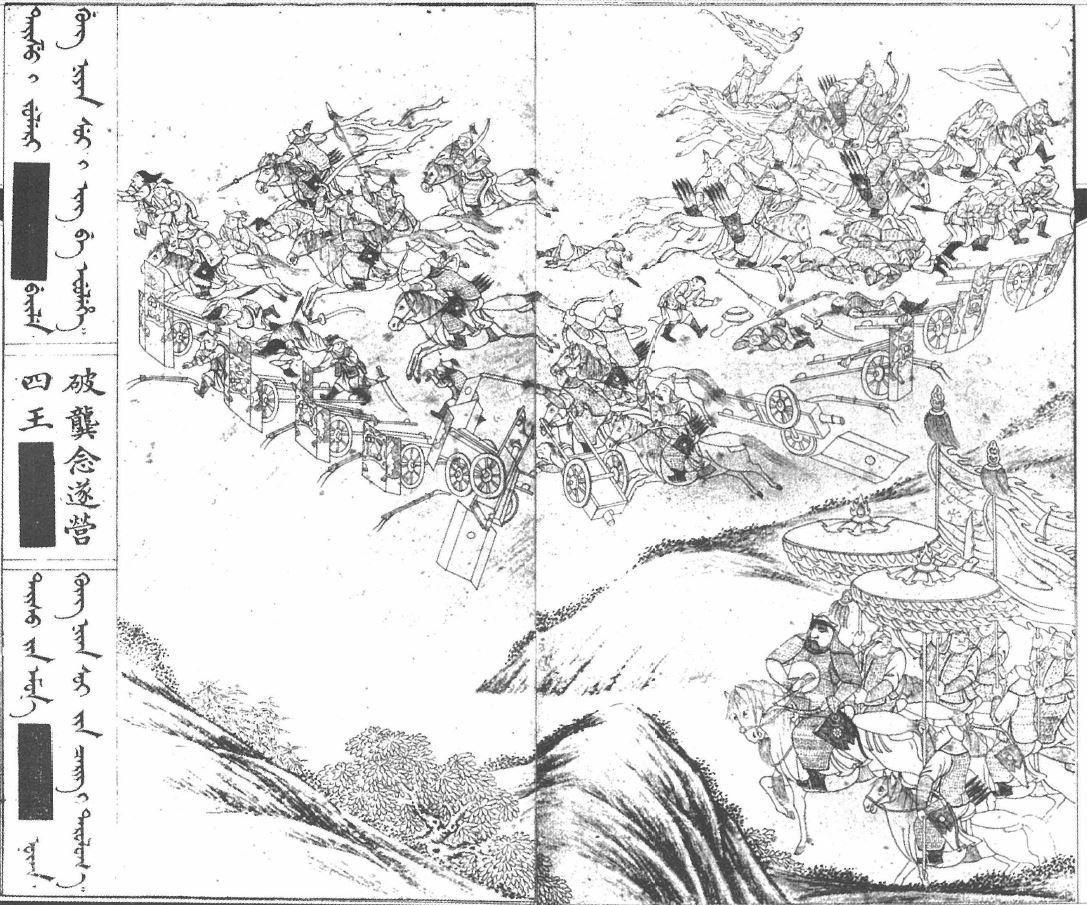
Cavalerie Jin attaquant le camp Ming par l’arrière
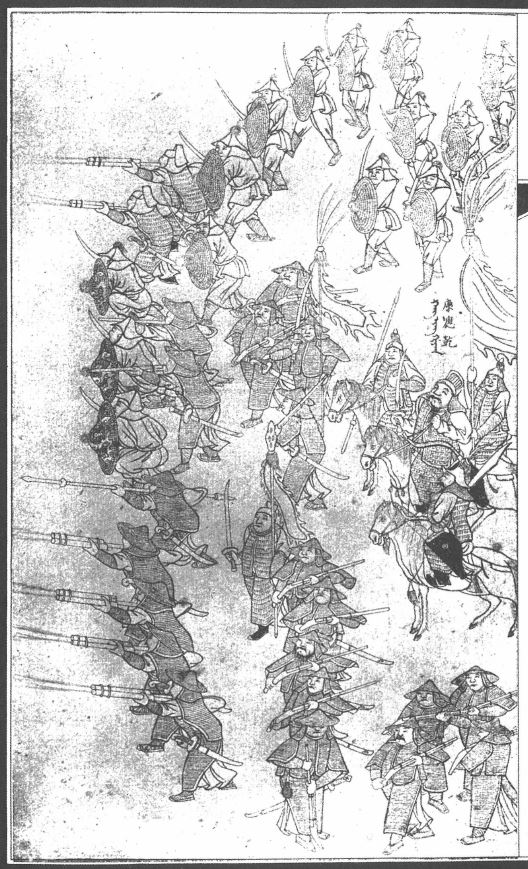
Kang Yingqian en train d’être surclassé par l’ennemi
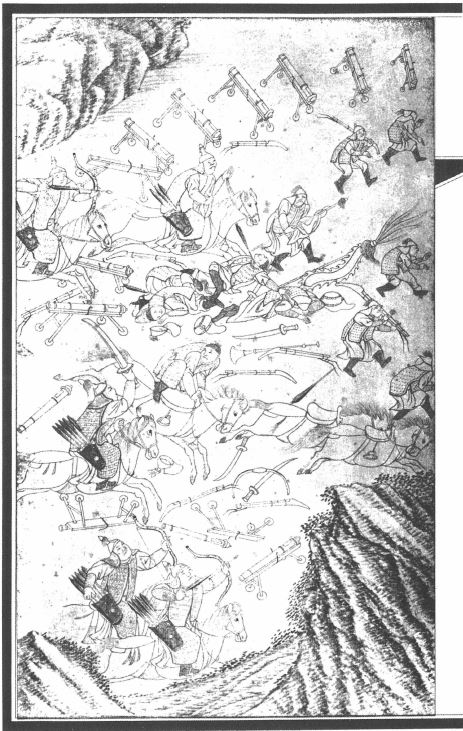
Nurhachi en train d'envahir le campement de Ma Lin
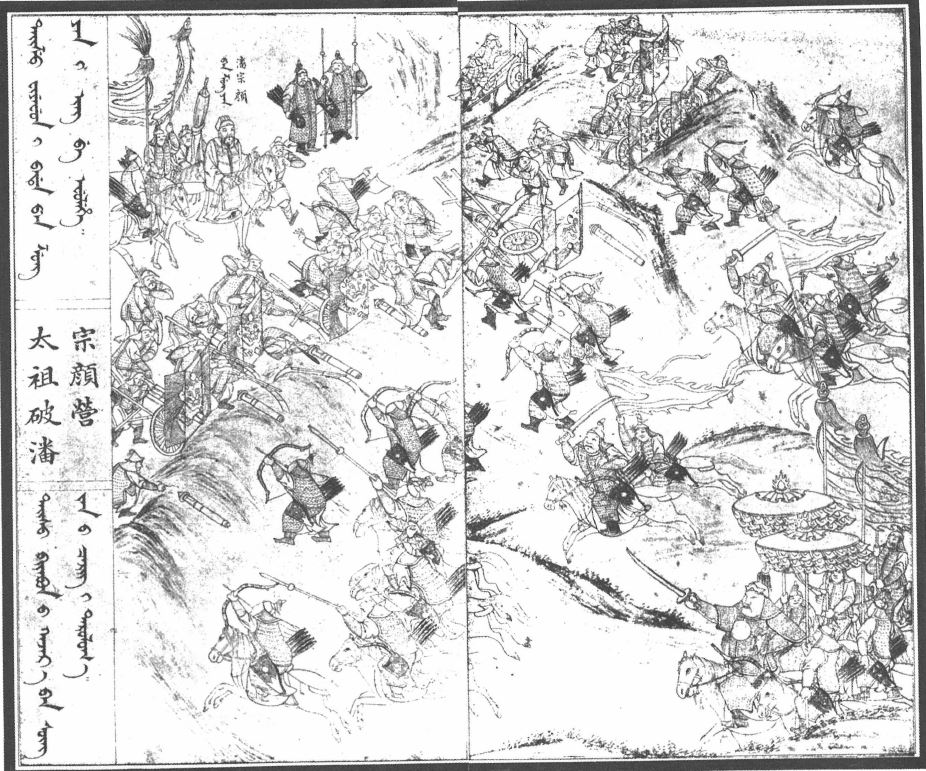
Pan Zongyan en train d’être balayé par l'ennemi